# Frank Dietrich (Politiker)

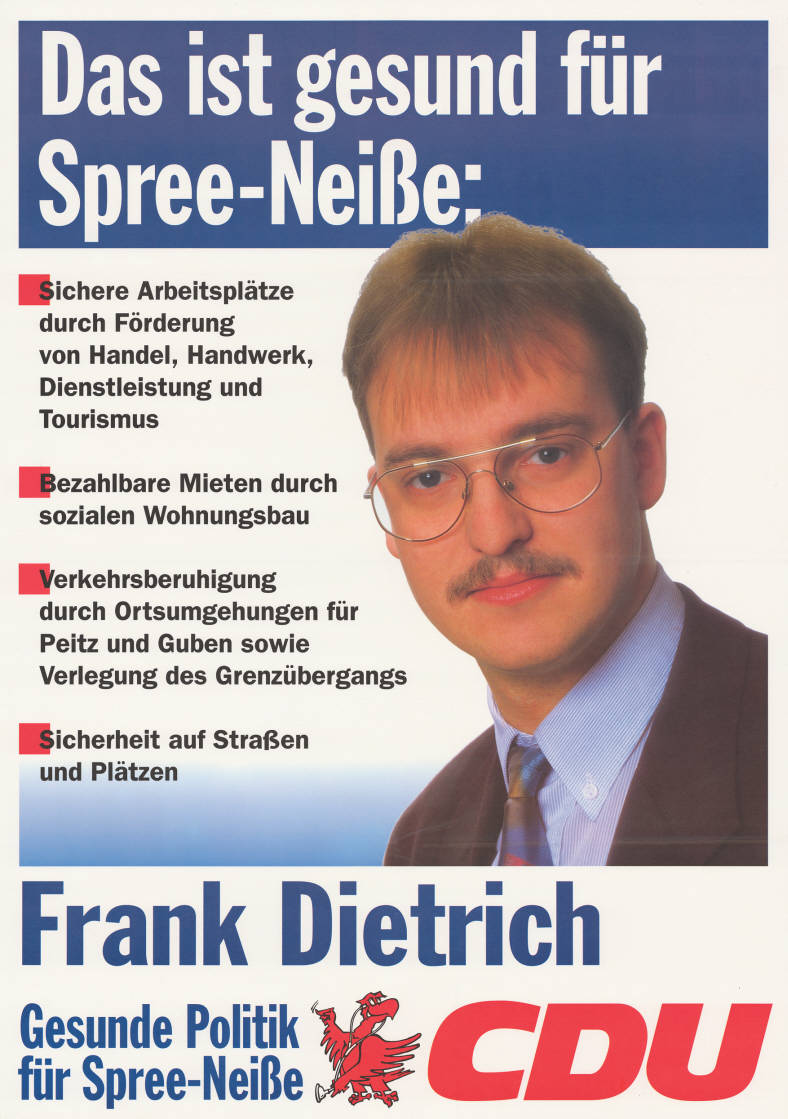
Kandidatenplakat zur Landtagswahl in Brandenburg 1994

Frank Dietrich (* 3. Mai 1966 in Wilhelm-Pieck-Stadt Guben; † 24. Juli 2011) war ein deutscher Politiker (CDU, bis 1990 DDR-CDU). Er war Mitglied der 10. Volkskammer und des 1. Brandenburgischen Landtags.

## Leben
Nach dem Besuch der Polytechnischen Oberschule in Groß Gastrose machte Dietrich von 1982 bis 1984 eine Lehre als Elektromonteur und war anschließend bis 1990 als Schichtelektriker im VEB Chemiefaserwerk „Herbert Warnke“  tätig. Von 1988 bis 1989 leistete er seinen Grundwehrdienst bei der Nationalen Volksarmee ab. Von 1994 bis zu seinem Tod war er Mitarbeiter in der Gemeindeverwaltung Schenkendöbern.

## Politik
Seit 1984 war Dietrich Mitglied der DDR-CDU. 1987 wurde er Ortsverbandsvorsitzender seiner Partei und auch Kreisvorstandsmitglied. Von März bis Oktober 1990 gehörte er der zehnten und letzten Volkskammer der DDR an. Anschließend wurde er für den Wahlkreis Guben-Forst I in den Brandenburgischen Landtag gewählt. Hier war er Mitglied des Ausschusses für Bildung, Jugend und Sport und stellvertretender Vorsitzender des Petitionsausschusses. Von 1992 bis zu seinem Ausscheiden aus dem Landtag 1994 war er zudem stellvertretendes Mitglied des Rechtsausschusses. 
Von Mai 1990 bis Dezember 1991 war Dietrich ehrenamtlicher Bürgermeister in Kerkwitz. 1991/92 war er Landesvorsitzender der Jungen Union Brandenburg.